# Simaetha paetula
Simaetha paetula là một loài nhện trong họ Salticidae.
Loài này thuộc chi Simaetha. Simaetha paetula được Eugen von Keyserling miêu tả năm 1882.